# رينيه جين فالكونتي

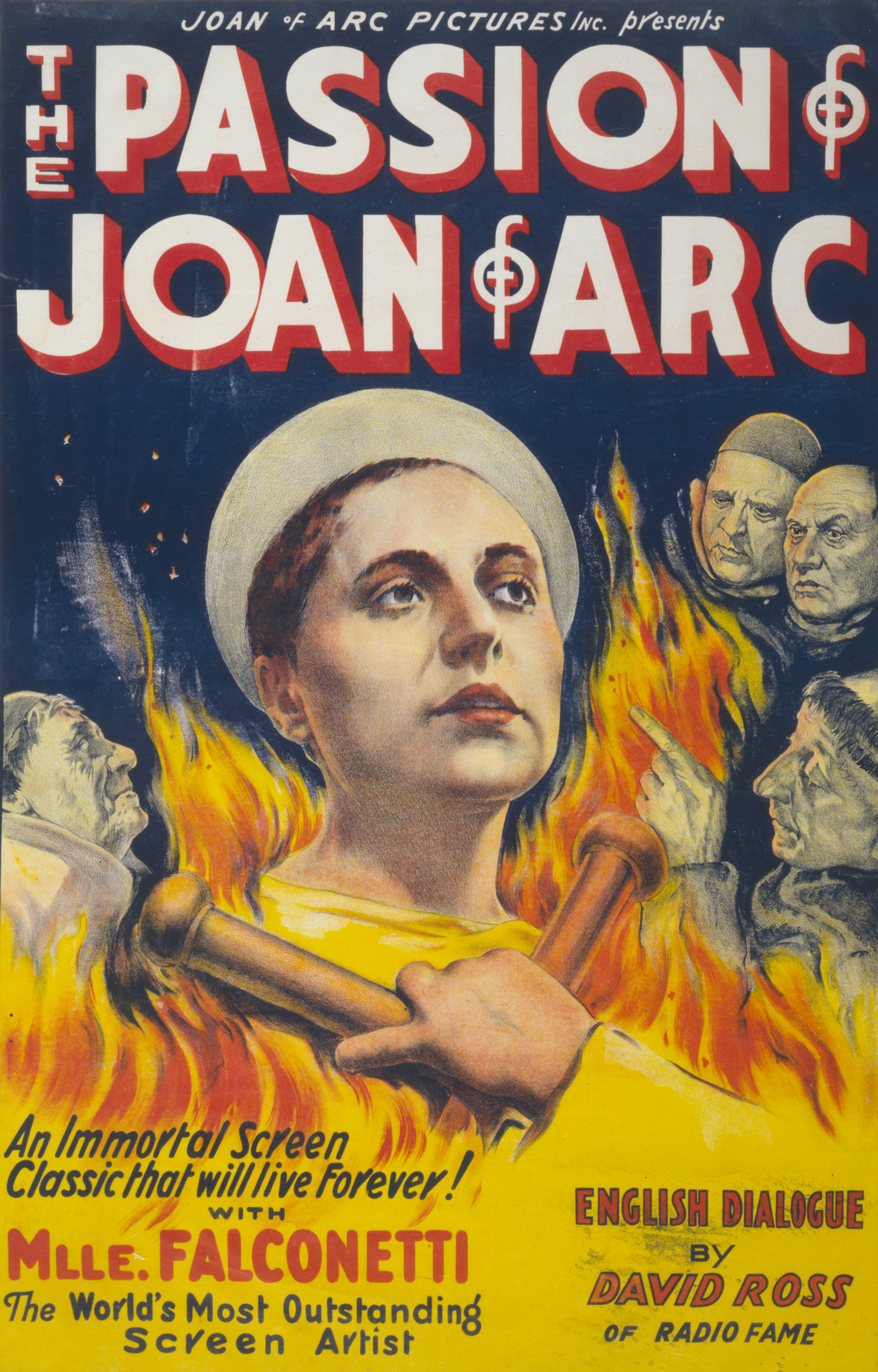
رينيه فالكونيتي في ملصق الفيلم ل آلام جوان دارك.

رينيه جان فالكونيتي (بالفرنسية: Renée Falconetti)‏ (21 يوليو ، 1892 - 12 ديسمبر 1946) وأحيانًا تدعى ماريا فالكونيتي ، ماري فالكونيتي ، رينيه ماريا فالكونيتي ممثلة سينمائية فرنسية عرفت عن تجسيدها دور جان دارك في فيلم آلام جوان دارك الصامت 1928 للمخرج كارل تيودور دريير.

## نشأتها
ولدت فالكونيتي في بانتين ، سين سان دوني ، وأصبحت ممثلة مسرحية في باريس عام 1918. في الوقت الذي شاهدت فيه دراير تمثيلها في مسرح للهواة واختارها كسيدة رائدة في إنتاجه القادم La Passion de Jeanne d'Arc ، كانت بالفعل فنانة مسرحية مشهورة وظهرت في فيلم واحد ، La Comtesse de Somerive (1917) ، من إخراج جورج دينولا وجان كيم. كانت فالكونيتي تبلغ من العمر 35 عامًا عندما لعبت دور جان دارك البالغة من العمر 19 عامًا في فيلم La Passion. يعتبر تصويرها على نطاق واسع أحد أكثر العروض المذهلة الملتزمة بالفيلم ، وظل دورها السينمائي الأخير.

## روابط خارجية
- رينيه جين فالكونتي على موقع IMDb (الإنجليزية)
- رينيه جين فالكونتي على موقع ألو سيني (الفرنسية)
- رينيه جين فالكونتي على موقع أول موفي (الإنجليزية)
- رينيه جين فالكونتي على موقع قاعدة بيانات الأفلام السويدية (السويدية)
- رينيه جين فالكونتي على موقع قاعدة بيانات الفيلم (الإنجليزية)
- رينيه جين فالكونتي على موقع كينوبويسك (الروسية)
- مجموعة وارن بوروسون من مادة رينيه فالكونيتي ، 1962 تحتفظ بها فرقة مسرح بيلي روز, مكتبة نيويورك العامة لفنون الأداء